# Ustrój miasta stołecznego Warszawy

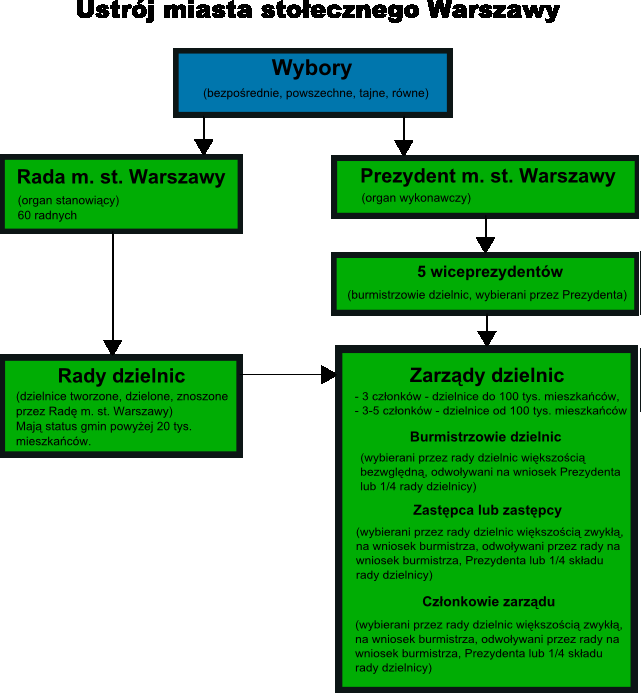
Ustrój organów samorządowych Warszawy

Zagadnienia ustroju miasta stołecznego Warszawy reguluje ustawa z dnia 15 marca 2002 r. o ustroju miasta stołecznego Warszawy. Stanowi ona, iż Warszawa jest gminą mającą status miasta na prawach powiatu. Organem stanowiącym jest Rada m.st. Warszawy. Liczy ona 60 radnych, wybieranych w czteroprzymiotnikowych wyborach (bezpośrednich, równych, powszechnych i w głosowaniu tajnym).
Ustawa stwierdza także, iż poza zadaniami przewidzianymi przepisami dotyczącymi samorządu gminnego i powiatowego, m.st. Warszawa zapewnia warunki niezbędne do:
1. funkcjonowania w mieście naczelnych i centralnych organów państwa, obcych przedstawicielstw dyplomatycznych i urzędów konsularnych oraz organizacji międzynarodowych,
2. przyjmowania delegacji zagranicznych,
3. funkcjonowania urządzeń publicznych o charakterze infrastrukturalnym, mających znaczenie dla stołecznych funkcji miasta.

Zadania te wchodzą w skład zbioru zadań zleconych z zakresu administracji rządowej.

## Prezydent miasta stołecznego Warszawy

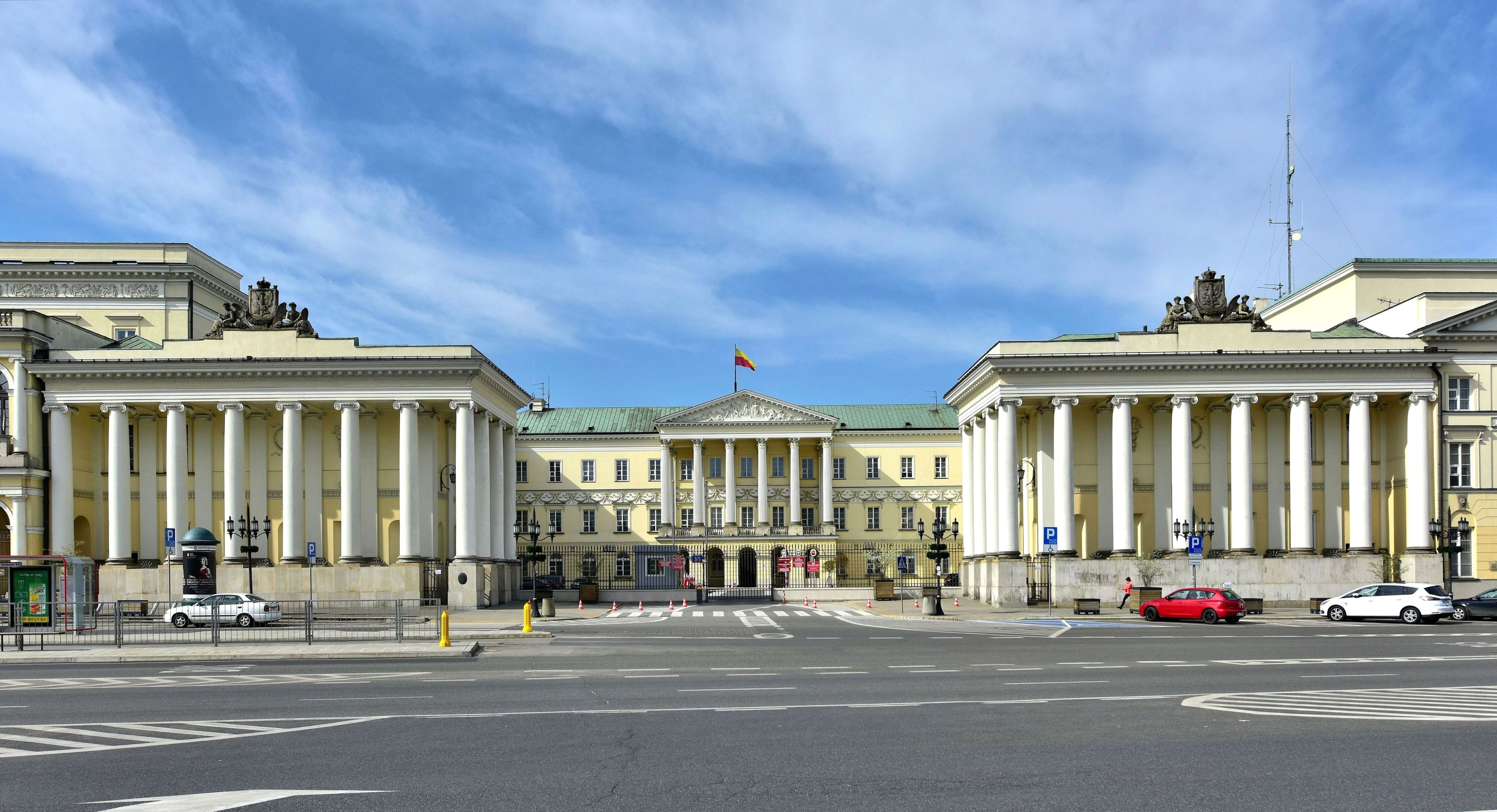
Pałac Komisji Rządowej Przychodów i Skarbu, siedziba Prezydenta m.st. Warszawy

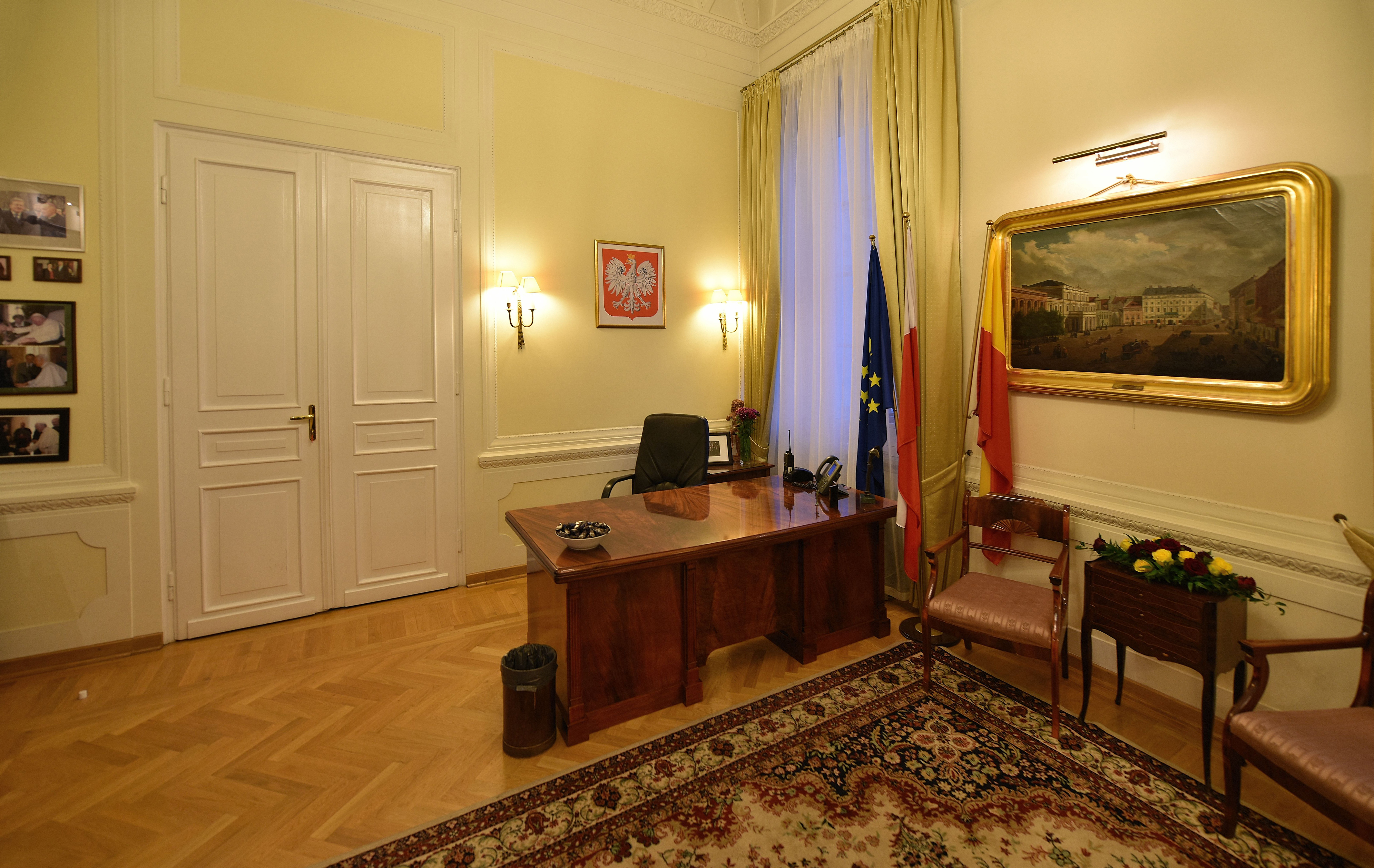
Gabinet prezydenta w pałacu Komisji Rządowej Przychodów i Skarbu

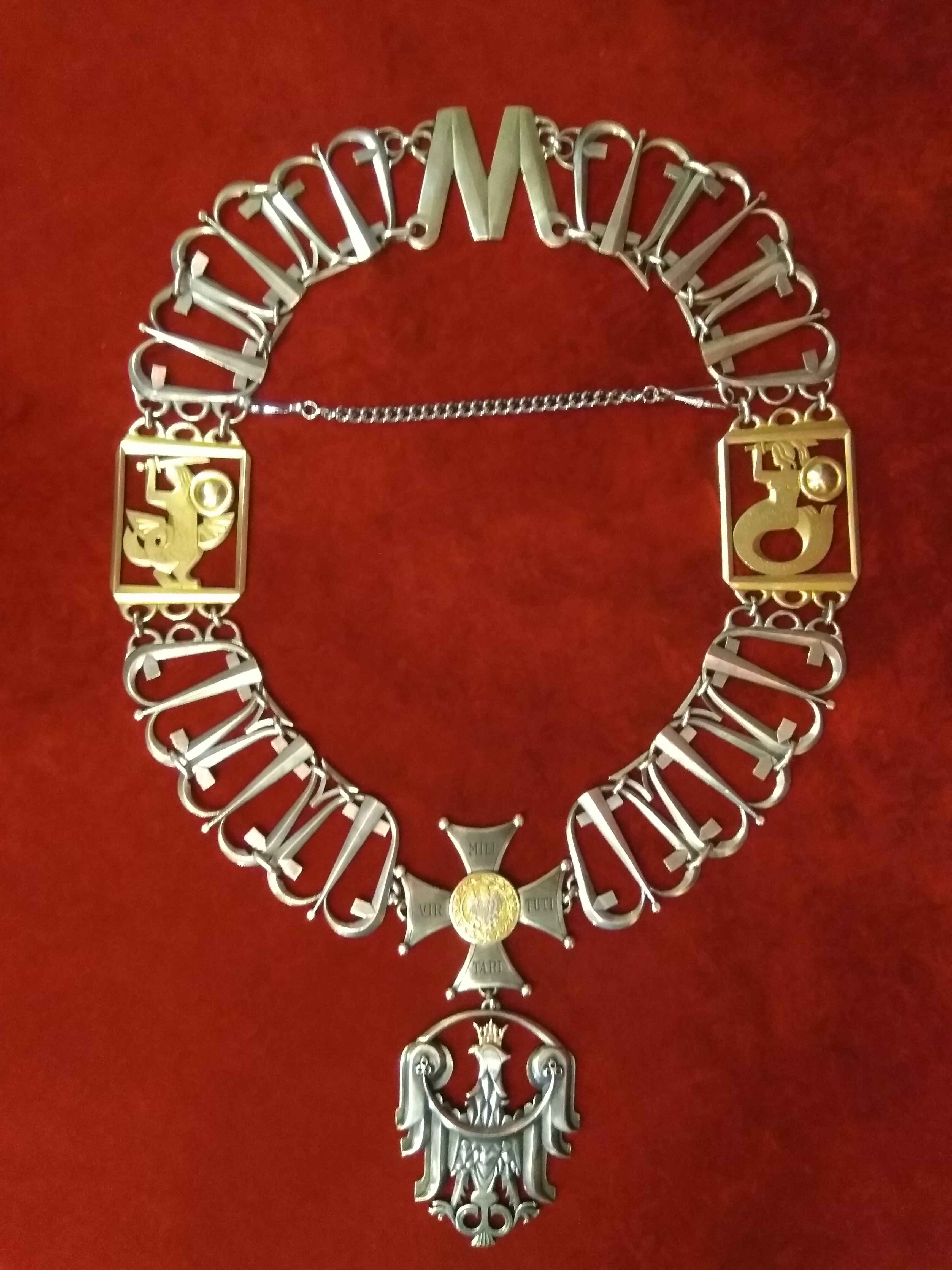
Łańcuch stanowiący insygnium władzy Prezydenta Warszawy

Prezydent m.st. Warszawy jest organem wykonawczym miasta. Jest zwierzchnikiem służbowym pracowników urzędu miasta, zwierzchnikiem kierowników miejskich jednostek organizacyjnych, a także służb, inspekcji i straży m.st. Warszawy.

### Wybór
Prezydent m.st. Warszawy wybierany jest przez mieszkańców w wyborach powszechnych, równych, tajnych i bezpośrednich. Przed 2002 prezydent był wybierany przez radę miasta i był przewodniczącym zarządu miasta.

### Kompetencje
Prezydent Warszawy wykonuje:
- zadania własne gminne i powiatowe (Warszawa jest gminą mającą status miasta na prawach powiatu, prezydent Warszawy wykonuje więc również funkcje określone w przepisach prawa dla starosty i zarządu powiatu),
- zadania zlecone z zakresu administracji rządowej, w tym zadania wynikające ze stołecznego charakteru Warszawy,
- zadania wynikające z porozumień zawartych z jednostkami samorządu terytorialnego.

Do zadań prezydenta należy wykonywanie uchwał Rady m.st. Warszawy oraz zadań określonych przepisami prawa, a w szczególności:
- przygotowanie projektów uchwał Rady Warszawy,
- gospodarowanie mieniem miasta,
- realizowanie budżetu miasta (Prezydent odpowiada za prawidłową gospodarkę finansową miasta),
- reprezentowanie miasta na zewnątrz,
- kierowanie bieżącymi sprawami miasta.

W celu realizacji tych zadań prezydent wydaje zarządzenia.

### Urząd Miasta Stołecznego Warszawy
Jednostką organizacyjną, przy pomocy której prezydent wykonuje swoje zadania, jest Urząd Miasta Stołecznego Warszawy. Prezydent Warszawy powołuje do czterech swoich zastępców oraz skarbnika i sekretarza, i sprawuje nadzór nad ich działalnością. Prezydent, jego zastępcy, skarbnik i sekretarz tworzą zgodnie z przyjętym regulaminem organizacyjnym tzw. zespół koordynujący, podejmujący najważniejsze decyzje wykonawcze i kierujący pracą urzędu. Zapewnienie sprawnego działania urzędu, w szczególności koordynacja działań i prawidłowy przepływ informacji pomiędzy komórkami organizacyjnymi urzędu należy do sekretarza.
Częścią urzędu właściwą dla dzielnicy jest urząd dzielnicy, kierowany przez zarząd dzielnicy z burmistrzem. Podstawowymi komórkami organizacyjnymi urzędu są biura (obecnie jest 39 biur), kierowane przez dyrektorów biur, a urzędów dzielnic – wydziały kierowane przez naczelników wydziałów. Mniejsze komórki w samych biurach również nazywają się wydziałami.

## Rada miasta stołecznego Warszawy

### Kompetencje

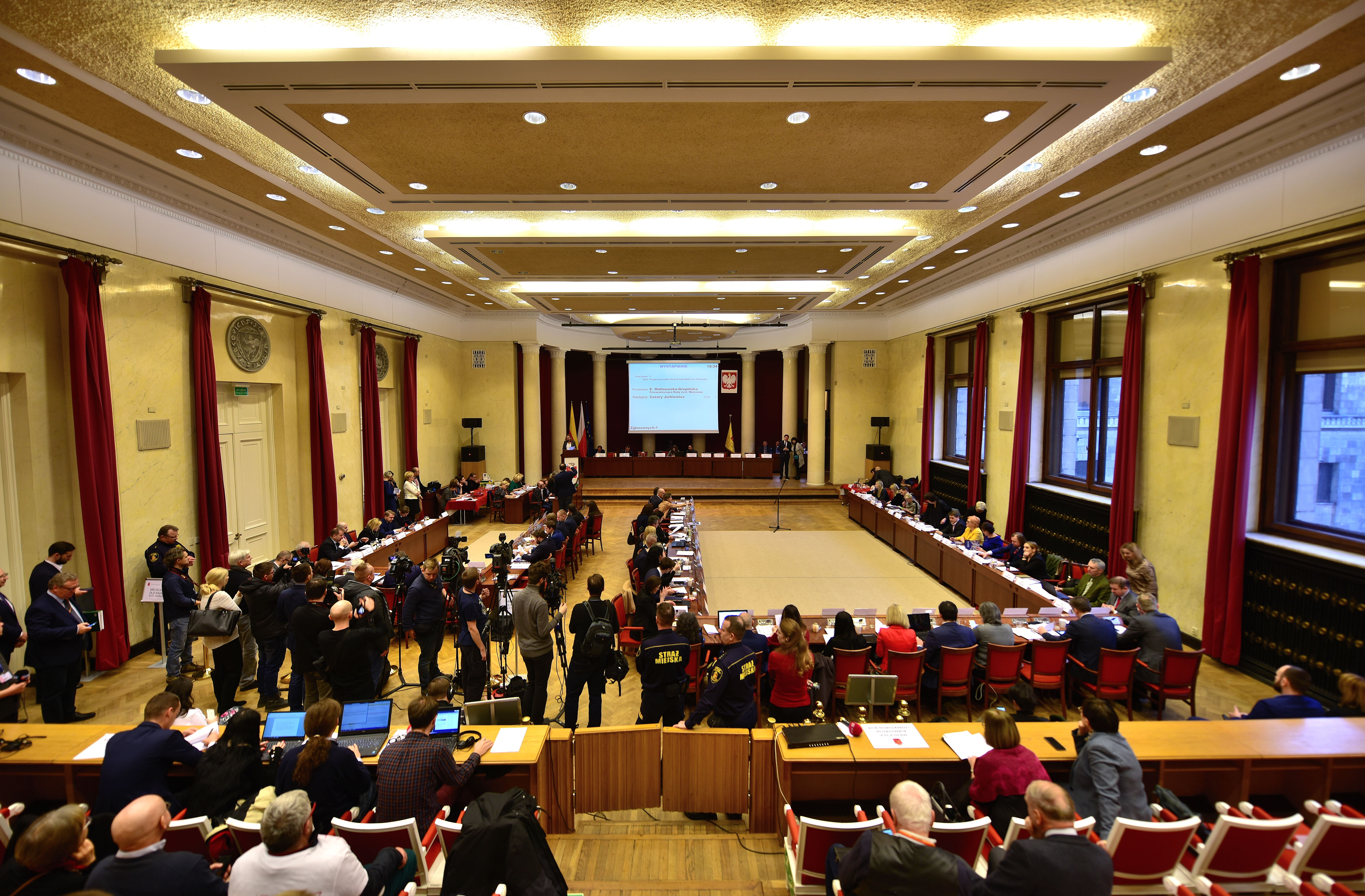
Sesja Rady m.st. Warszawy w Sali Warszawskiej w Pałacu Kultury i Nauki

Radę m.st. Warszawy tworzy 60 radnych (art. 2 ustawy) wybieranych co pięć lat w wyborach lokalnych. Projekt statutu miasta uchwala Rada m.st. Warszawy po zasięgnięciu opinii rad dzielnic. W przypadku niewyrażenia opinii przez radę dzielnicy w terminie 14 dni od dnia otrzymania wystąpienia, wymóg zasięgnięcia opinii uważa się za spełniony. Projekt statutu m.st. Warszawy podlega uzgodnieniu z Prezesem Rady Ministrów. Uzgodnienie projektu statutu następuje w terminie nie dłuższym niż 30 dni od dnia jego przedłożenia. Jeżeli premier nie zajmie stanowiska w tym terminie określonym, statut uznaje się za uzgodniony. Prezes Rady Ministrów, w przypadku stwierdzenia uchybień, przekazuje projekt statutu do ponownego rozpatrzenia, wskazując termin ich usunięcia. Zmiana statutu następuje w trybie przewidzianym dla jego uchwalenia.
Rada miasta przyjmuje budżet Warszawy oraz kontroluje jego wykonanie, przyjmując lub odrzucając absolutorium.

## Jednostki pomocnicze – dzielnice miasta

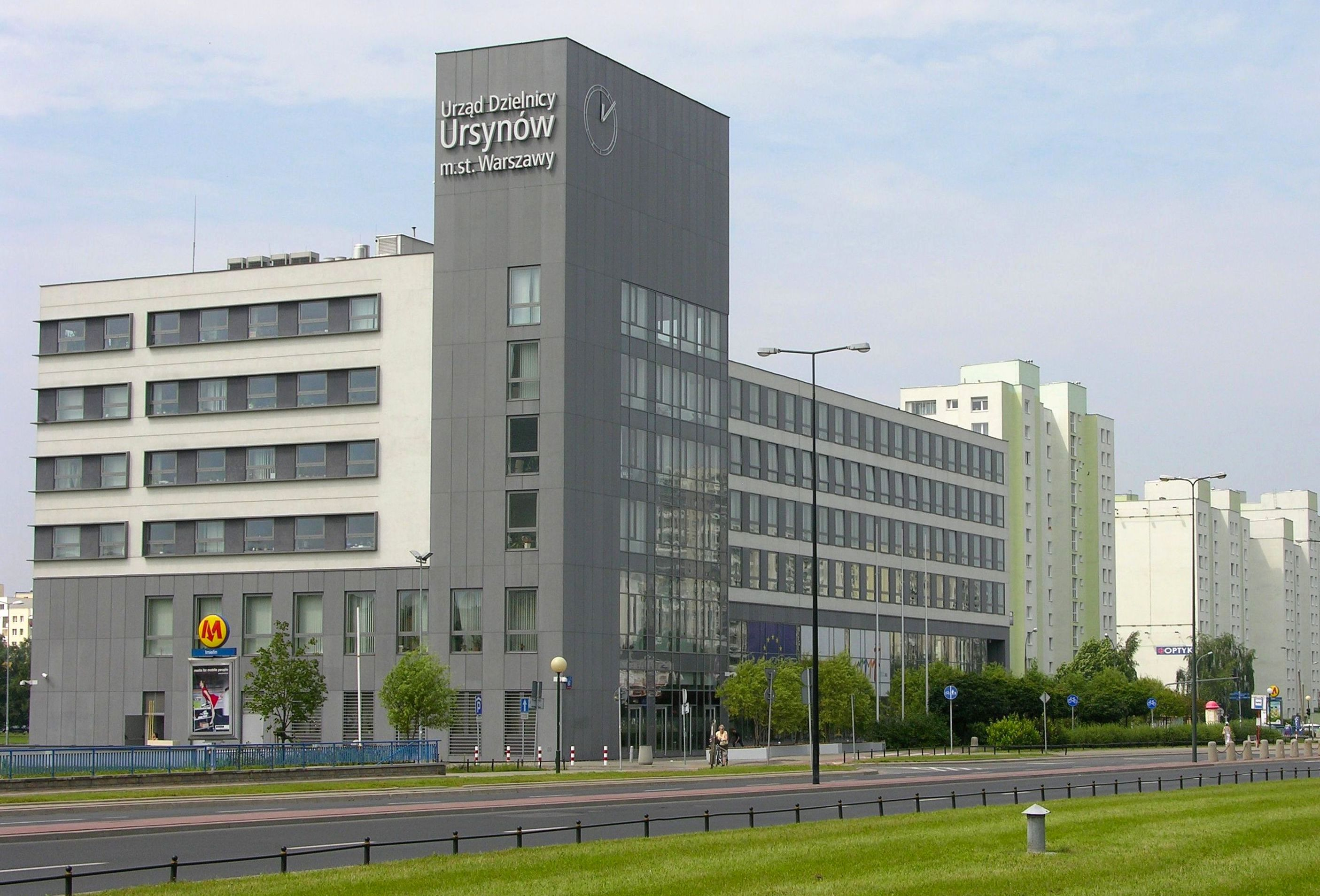
Urząd Dzielnicy Ursynów, jednej z 18 jednostek pomocniczych m.st. Warszawy

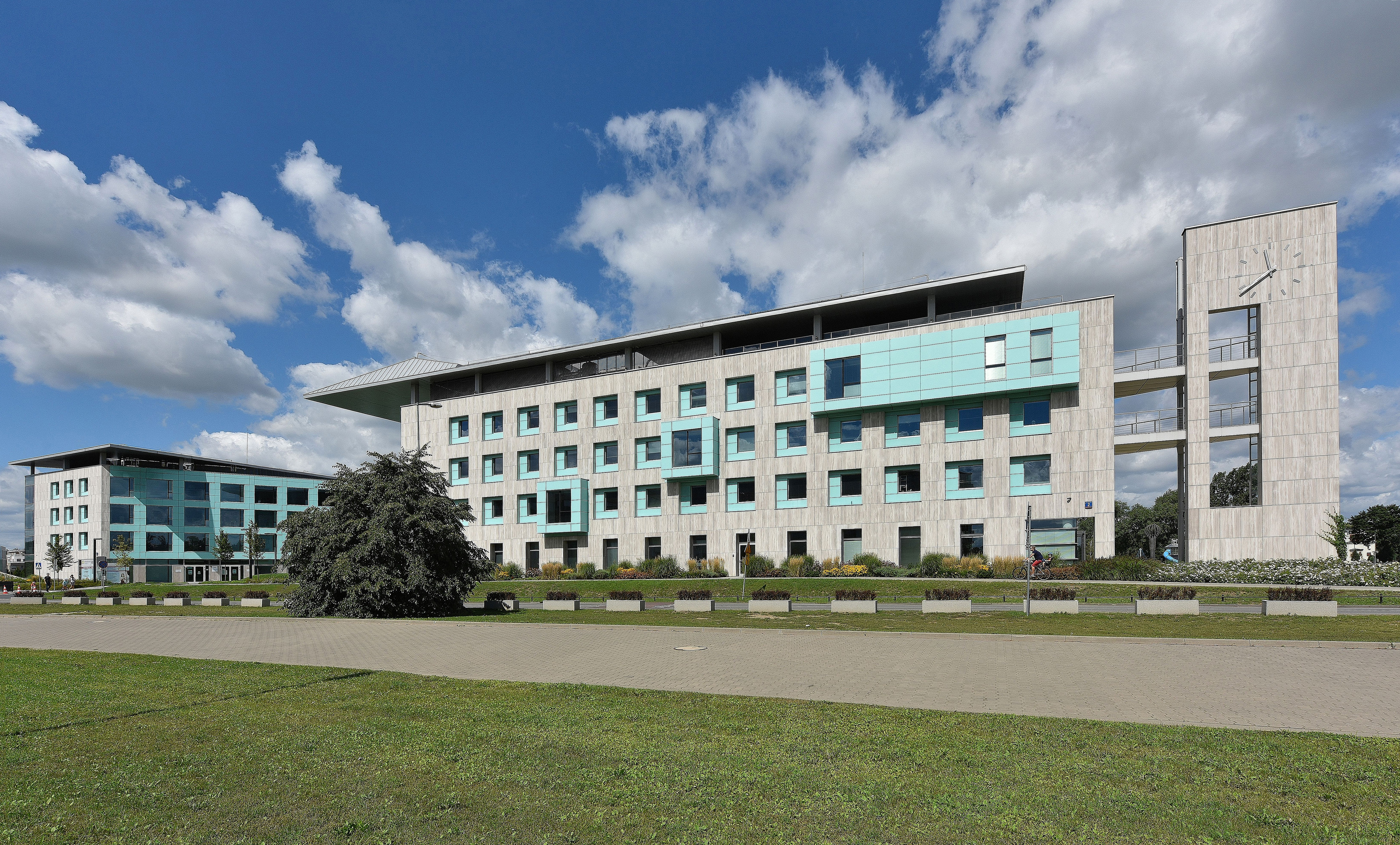
Urząd Dzielnicy Wilanów

W m.st. Warszawie utworzenie jednostek pomocniczych – dzielnic m.st. Warszawy, jest obowiązkowe. Rada Warszawy, w drodze uchwały, po przeprowadzeniu konsultacji z mieszkańcami lub z ich inicjatywy tworzy, łączy, dzieli i znosi jednostki pomocnicze. Zmiany, o których mowa powyżej, następują z dniem 1 stycznia, a w roku, w którym odbywają się wybory do rad gmin mogą następować z dniem wyborów. Statut dzielnicy nadany przez Radę m.st. Warszawy określa nazwę dzielnicy, jej granice, zadania i kompetencje oraz zasady i tryb funkcjonowania jej organów. Obecnie w Warszawie istnieje 18 dzielnic.

### Rada dzielnicy
Organem stanowiącym i kontrolnym dzielnicy jest rada dzielnicy, a organem wykonawczym zarząd dzielnicy.
Wybory do rad dzielnic przeprowadza się łącznie z wyborami do Rady m.st. Warszawy. Do wyborów do rady dzielnicy stosuje się odpowiednio przepisy ustawy z dnia 5 stycznia 2011 r. – Kodeks wyborczy, dotyczące wyboru radnych do rady w mieście na prawach powiatu, z tym że komitetom wyborczym zgłaszającym kandydatów do rady dzielnicy nie przysługuje prawo do bezpłatnego rozpowszechniania audycji wyborczych w publicznym radiu i publicznej telewizji z tytułu tego zgłoszenia. Wybory do rad dzielnic przeprowadzają dzielnicowe komisje wyborcze powołane w trybie i na zasadach przewidzianych dla gminnych komisji wyborczych w gminach niebędących miastami na prawach powiatu. Podziału dzielnic na okręgi wyborcze dokonuje Rada m.st. Warszawy. Nie można jednocześnie kandydować do rady dzielnicy i do organu stanowiącego jednostki samorządu terytorialnego.
Kadencja rady dzielnicy rozpoczyna się w dniu wyborów i upływa w dniu poprzedzającym następne wybory. Pierwszą sesję rady dzielnicy zwołuje Prezydent m.st. Warszawy w ciągu 7 dni po ogłoszeniu zbiorczych wyników wyborów na obszarze całego kraju. Po upływie tego terminu, pierwszą sesję zwołuje komisarz wyborczy w ciągu 21 dni po ogłoszeniu zbiorczych wyników wyborów na obszarze całego kraju. Pracami rady dzielnicy kieruje przewodniczący rady dzielnicy. W sesjach rady dzielnicy mogą brać udział z głosem doradczym radni m.st. Warszawy.

### Zarząd dzielnicy
Rada dzielnicy wybiera zarząd dzielnicy w liczbie od 3 do 5 osób. W dzielnicach do 100 tys. mieszkańców zarząd dzielnicy liczy 3 osoby. W skład zarządu dzielnicy wchodzą:
- burmistrz dzielnicy,
- jego zastępca lub zastępcy
- pozostali członkowie zarządu.

Wybór burmistrza dokonywany jest przez radę dzielnicy i następuje w głosowaniu tajnym bezwzględną większością głosów. Pozostali członkowie zarządu wybierani są na wniosek burmistrza zwykłą większością głosów w głosowaniu tajnym. Jeżeli w ciągu 30 dni od dnia pierwszego posiedzenia rady dzielnicy zarząd dzielnicy nie zostanie wybrany, wówczas prawo to przechodzi na Prezydenta m.st. Warszawy, który nie później niż w ciągu 14 dni powołuje zarząd dzielnicy, w tym burmistrza dzielnicy.
Odwołanie burmistrza następuje na wniosek Prezydenta m.st. Warszawy lub na wniosek co najmniej 1/4 ustawowego składu rady bezwzględną większością głosów w głosowaniu tajnym. Odwołanie burmistrza jest równoznaczne z odwołaniem całego zarządu. Rada dzielnicy może odwołać członka zarządu na wniosek burmistrza, Prezydenta m.st. Warszawy lub na wniosek co najmniej 1/4 ustawowego składu rady dzielnicy zwykłą większością głosów w głosowaniu tajnym.

### Zadania i kompetencje dzielnicy
Dzielnica działa na podstawie statutu dzielnicy nadanego przez Radę m.st. Warszawy i innych uchwał Rady m.st. Warszawy przekazujących dzielnicy zadania i kompetencje gminne i powiatowe, zadania zlecone gminie z zakresu administracji rządowej oraz zadania realizowane na podstawie porozumień zawartych pomiędzy jednostkami samorządu terytorialnego.
Ustawa wskazuje, iż do zakresu działania dzielnicy należą sprawy lokalne, a w szczególności:
1. utrzymywanie i eksploatacja gminnych zasobów lokalowych,
2. utrzymywanie placówek oświaty i wychowania, kultury, pomocy społecznej, rekreacji, sportu i turystyki, w zakresie określonym przez statut miasta i inne uchwały Rady m.st. Warszawy,
3. zadania związane z ochroną zdrowia,
4. utrzymanie zieleni i dróg o charakterze lokalnym,
5. utrzymywanie i eksploatacja dzielnicowych obiektów administracyjnych,
6. sprawowanie nadzoru nad jednostkami niższego rzędu utworzonymi na jej obszarze,
7. podejmowanie we własnym zakresie działań na rzecz zaspokajania zbiorowych potrzeb wspólnoty mieszkańców dzielnicy.

### Budżet dzielnicy
Gospodarka finansowa dzielnicy prowadzona jest na podstawie załącznika dzielnicowego do uchwały budżetowej m.st. Warszawy, stanowiącego integralną część tej uchwały, określającego środki przeznaczone do dyspozycji dzielnic na realizację ich zadań. Rada dzielnicy przedstawia Radzie m.st. Warszawy opinię na temat załącznika dzielnicowego do projektu uchwały budżetowej.
Środki finansowe przeznaczone do dyspozycji dzielnicy w załączniku, o którym mowa powyżej, nie mogą być mniejsze niż planowane w budżecie m.st. Warszawy dochody stanowiące:
- 100% wpływów, z obszaru dzielnicy, z tytułu:

a) podatku od nieruchomości,
b) podatku od środków transportowych,
c) podatku od posiadania psów,
d) podatku rolnego,
e) podatku leśnego,
f) opłat lokalnych uiszczanych na podstawie ustawy o podatkach i opłatach lokalnych;
- 70% wpływów z majątku m.st. Warszawy znajdującego się na obszarze dzielnicy, który przed dniem wejścia w życie ustawy, był własnością gmin warszawskich,
- 100% wpływów z innych dochodów m.st. Warszawy pozyskiwanych przez dzielnicę w wyniku realizacji zadań statutowych dzielnicy.

Załącznik, o którym mowa powyżej, określa także dodatkowe środki finansowe, które są przekazywane do dyspozycji dzielnicy, a w szczególności ustawa wymienia:
1. udział w środkach finansowych przekazywanych do m.st. Warszawy z budżetu państwa w stopniu proporcjonalnym do zadań, które są wykonywane przez dzielnicę i na które zostały przyznane te środki,
2. środki na realizację inwestycji i zadań własnych dzielnicy uzgodnione przez Prezydenta m.st. Warszawy i burmistrzów dzielnic,
3. środki wyrównawcze ustalane corocznie przez Radę m.st. Warszawy.

Przekazując do dyspozycji dzielnicy środki finansowe, o których mowa powyżej, Rada m.st. Warszawy uwzględnia potrzebę zapewnienia skuteczności decentralizacji zadań gminy, równomiernego rozwoju wszystkich dzielnic oraz maksymalnej możliwości zaspokojenia zbiorowych potrzeb wspólnot w dzielnicach. Przekazanie zadań następuje wraz z zapewnieniem środków wystarczających na ich realizację.

## Jednoosobowe spółki prawa handlowego m.st. Warszawy
Do dnia 1 stycznia 2003 roku, wiele z podstawowych zadań o charakterze użyteczności publicznej, mających znaczenie dla całego miasta, wykonywanych było przez warszawskie przedsiębiorstwa komunalne i zakłady budżetowe. Ustawodawca zadecydował jednak, iż wraz z początkiem 2003 roku ulegną one przekształceniu w jednoosobowe spółki prawa handlowego m.st. Warszawy. Tymi przedsiębiorstwami komunalnymi były:
- Miejskie Przedsiębiorstwo Oczyszczania,
- Miejskie Przedsiębiorstwo Wodociągów i Kanalizacji,
- Stołeczne Przedsiębiorstwo Energetyki Cieplnej.

Przekształconymi zakładami budżetowymi są natomiast:
- Miejskie Zakłady Autobusowe,
- Tramwaje Warszawskie,
- Metro Warszawskie,
- Zarząd Pałacu Kultury i Nauki.

W 2020 roku miasto było właścicielem 22 spółek:

- GGKO - Zarządzanie Nieruchomościami sp. z o.o.
- Metro Warszawskie sp. z o.o.
- Miejskie Przedsiębiorstwo Oczyszczania Sp. z o.o.
- Miejskie Przedsiębiorstwo Realizacji Inwestycji sp. z o.o.
- Miejskie Przedsiębiorstwo Taksówkowe sp. z o.o.
- Miejskie Przedsiębiorstwo Usług Komunalnych sp. z o.o.
- Miejskie Przedsiębiorstwo Wodociągów i Kanalizacji w m.st. Warszawie S.A.
- Miejskie Zakłady Autobusowe sp. z o.o.
- Przedsiębiorstwo Gospodarki Maszynami Budownictwa „Warszawa” sp. z o.o.
- SEDECO sp. z o.o.
- Szybka Kolej Miejska sp. z o.o.
- Towarzystwo Budownictwa Społecznego Warszawa Południe sp. z o.o.
- Towarzystwo Budownictwa Społecznego Warszawa Północ sp. z o.o.
- Tramwaje Warszawskie sp. z o.o.
- Warexpo sp. z o.o.
- Zarząd Pałacu Kultury i Nauki sp. z o.o.
- Szpital Solec sp. z o.o.
- Szpital Praski pw. Przemienienia Pańskiego sp. z o.o.
- Szpital Grochowski im. Dr med. Rafała Masztaka sp. z o.o.
- Szpital Czerniakowski sp. z o.o.
- Centrum Medyczne „Żelazna” sp. z o.o.
- Stołeczne Centrum Opiekuńczo-Lecznicze sp. z o.o.

## Projekt zmiany z 2017
W 2017 grupa posłów na Sejm VIII kadencji z Klubu Parlamentarnego Prawo i Sprawiedliwość wniosła projekt ustawy o ustroju m.st. Warszawy tworzącej metropolitalną jednostkę samorządu terytorialnego o nazwie m.st. Warszawa obejmującą miasto Warszawa oraz 33 okoliczne gminy. Projekt ustawy wzbudził kontrowersje w gminach, które miałyby wejść w skład nowej jednostki metropolitalnej, w tym w Warszawie, i stał się przyczyną zorganizowania referendów lokalnych w niektórych z nich.

## Odniesienia w kulturze masowej
- O radnych Warszawy kilkakrotnie wspomniał Kazik Staszewski. W piosence „prohibicja” śpiewał „Radni Warszawy to największa banditierka, każdy chciwie na publiczne pieniądze zerka” i „radny kradnie, a całe miasto na dnie”, a w piosence „Cztery pokoje” z Edytą Bartosiewicz „Los Angeles ma około 30 a Warszawa ponad 700 radnych”.